# Jeu de stratégie au tour par tour

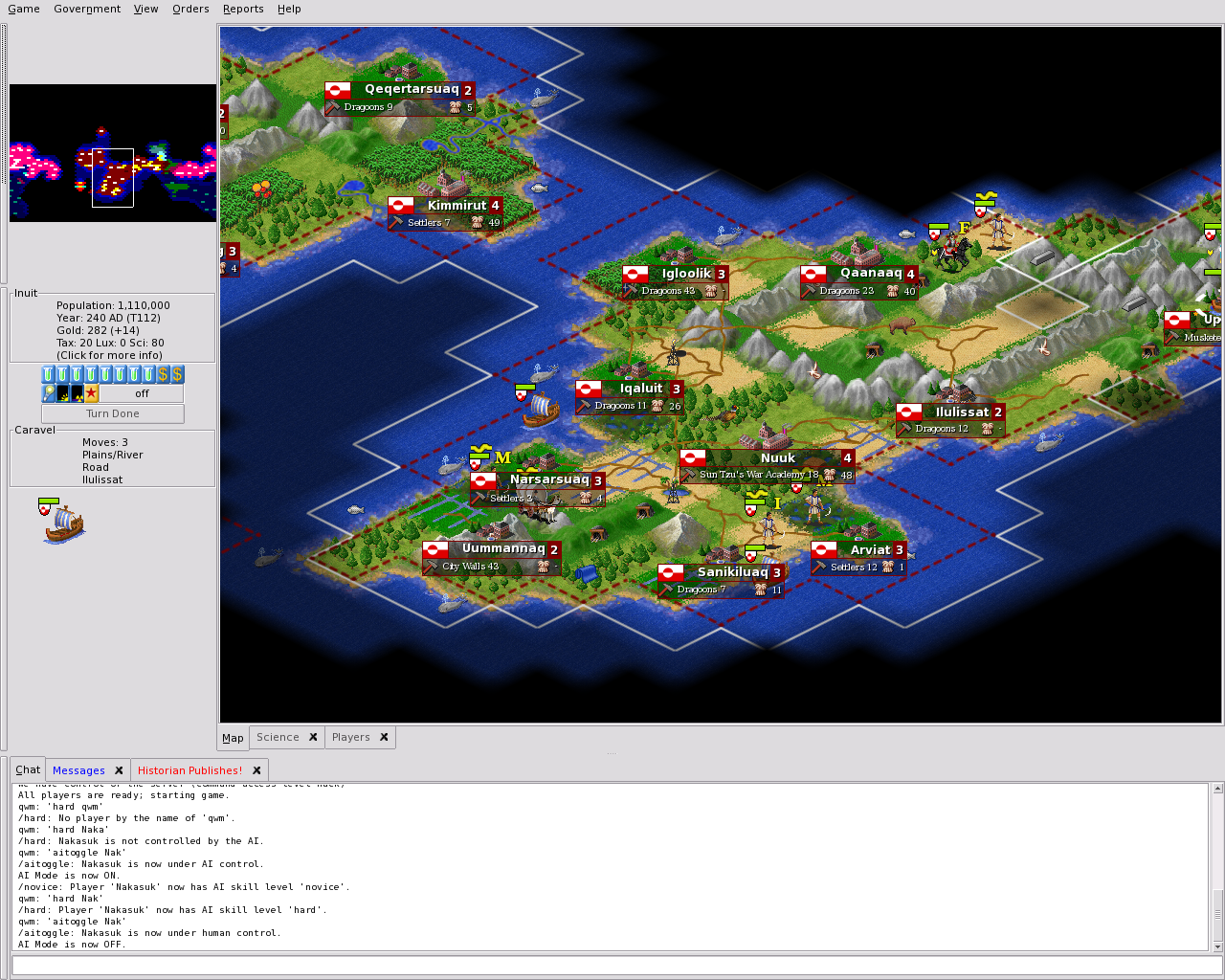
Freeciv, un jeu vidéo de stratégie au tour par tour.

Le jeu de stratégie au tour par tour est un genre de jeu vidéo de stratégie. Comme son nom l’indique, l’action s’y déroule au tour par tour et le joueur doit donc « attendre son tour » pour jouer. Cela implique, par opposition avec un jeu de stratégie en temps réel, que le jeu se focalise moins sur l’action et plus sur la prise de décision. Ils se caractérisent également par la gestion des ressources. Les joueurs disposent en effet d’une quantité limitée de ressources ce qui les pousse à réfléchir à la manière optimale de les utiliser. Enfin, les déplacements des unités y sont généralement restreints, ce qui met l’accent sur l’optimisation de leur positionnement.
Les jeux de stratégie au tour par tour font leur apparition à la fin des années 1970 sous l’impulsion de Walter Bright qui développe Empire en 1977. Ce dernier est considéré comme le premier jeu du genre mais il faut attendre la sortie de Utopia, créé par Don Daglow, en 1982 pour voir le premier jeu du genre commercialisé. Le genre évolue ensuite rapidement avec notamment la sortie de Artillery Duel, Reach for the Stars, M.U.L.E. et Nobunaga's Ambition en 1983, puis des premiers jeux de Julian Gollop en 1984, qui posent les bases de plusieurs sous-genre du jeu de stratégie au tour par tour. Au début des années 1990, la sortie de Civilization de Sid Meier popularise le jeu 4X et stimule le marché du jeu vidéo de stratégie au tour par tour qui voit apparaitre de nouvelles franchises dont UFO: Enemy Unknown (qui s'inscrit dans le genre des jeux de tactique au tour par tour) en 1993 et Heroes of Might and Magic en 1994. Le genre se stabilise ensuite pendant plusieurs années avant de connaitre un dernier sursaut de popularité en 2001 avec la sortie de Advance Wars sur Game Boy Advance. Depuis, la popularité du genre a tendance à diminuer du fait notamment du développement des jeux de stratégie en temps réel et de la prépondérance de l’action dans les jeux vidéo récents.

## Principes
- Attendre son tour : La spécificité du genre par rapport à son équivalent en temps réel. Le jeu se focalise ainsi moins sur la réaction et plus sur la prise de décision.
- Gestion des ressources : Disposer d’une quantité limitée de ressource pousse le joueur à réfléchir à la meilleure manière de les utiliser.
- Déplacements limités : Restreindre les mouvements des unités à un certain nombre de « cases » permet de mettre l’accent sur l’optimisation de leur positionnement.
- Types d’unités : Un classique du jeu vidéo qui prend ici toute son importance, les joueurs devant choisir leurs unités en fonction d’un jeu complexe de pierre-papier-ciseaux.
- Planification : Les meilleurs jeux de stratégie au tour par tour poussent les joueurs à planifier leurs actions plusieurs tours en avance[1].

## Historique

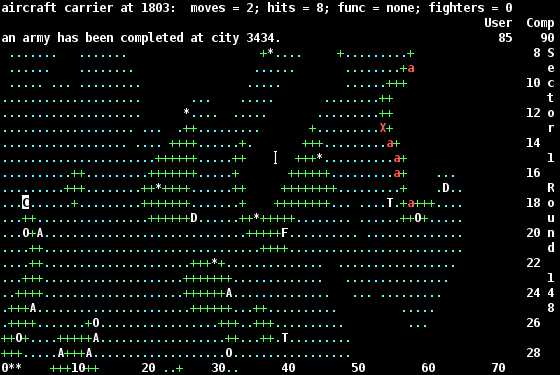
Capture d'écran du jeu Empire, un des touts premiers jeux vidéos au tour par tour.

### Les débuts
Les jeux de stratégie au tour par tour sur ordinateur font leur apparition à la fin des années 1970 sous l’impulsion de Walter Bright. En 1977, alors qu’il étudie à l’université de Caltech, celui-ci développe en effet sur un ordinateur PDP-10 un jeu vidéo, qui sera plus tard connu sous le nom de Empire, qui est aujourd’hui considéré comme le premier du genre. Bien qu’il soit très rudimentaire et qu’il partage de nombreux points communs avec le jeu de plateau Risk, il inspire ensuite de nombreux développeurs qui, après l’avoir essayé, réalise le potentiel des jeux de stratégie au tour par tour sur ordinateur. Il faut cependant attendre 1982 pour voir le premier jeu du genre commercialisé avec la sortie de Utopia, créé par Don Daglow, sur la console Intellivision. Bien que Mattel, l’éditeur du jeu, n’espère rien de celui-ci, Utopia est un des plus gros succès du Consumer Electronics Show de janvier 1982 et se vend plutôt bien pour un titre sur Intellivision. Alors que la plupart des jeux de stratégie au tour par tour de l’époque s’inspirent des jeux de plateau, Utopia s’en démarque clairement et propose de nombreuses innovations. Il introduit notamment un système de score permettant d’évaluer le taux d’apaisement de la population, une intelligence artificielle complexe conduisant à des réactions réalistes aux instructions du joueur et surtout, il se focalise autant sur les combats que sur la gestion des ressources, ce qui préfigure un des sous-genre des jeux de stratégie au tour par tour, les jeux 4X.

### Différenciation
Du fait de l’influence des jeux de plateau sur le genre, la plupart des jeux de stratégie au tour par tour de l’époque restent focalisés sur les combats. En 1983, plusieurs jeux proposant des concepts innovants pour le genre sont néanmoins publiés. C’est notamment le cas de Archon: The Light and the Dark, le premier jeu du genre publié par Electronic Arts, qui peut être décrit comme un jeu d’échecs où la prise de contrôle d’une case serait décidé par un combat. De son côté, le jeu Artillery Duel pose les bases d’un nouveau sous-genre, le jeu d'artillerie, qui sera plus tard popularisé par la série Worms. Vient ensuite Reach for the Stars qui peut être considéré comme le premier jeu 4X de science-fiction. C’est cependant le jeu M.U.L.E. d’Ozark Softscape qui se révèle être le plus novateur en mettant de côté les combats pour se focaliser uniquement sur la gestion des ressources dans une course économique multijoueur, démontrant ainsi que les jeux de stratégie n’ont pas forcément à être des jeux de guerre. Enfin, au Japon, Koei publie Nobunaga's Ambition, un jeu de stratégie qui pose les bases d’un autre sous-genre qui sera plus tard désigné sous le terme de jeu de grande stratégie. Dès 1983, le genre est donc déjà divisé en plusieurs sous-genres. 
Le genre continue ensuite d’évoluer avec notamment, en 1984, les débuts de Julian Gollop dont le nom deviendra fortement associé au genre. Bien que ce dernier commence à développer des jeux de stratégie pendant ses études, ce n’est qu’en 1984, après la sortie de Nebula sur ZX Spectrum, qu’il fait son entrée sur le marché des jeux de stratégie au tour par tour. Le jeu n’est pas spécialement bien accueilli mais Julian continue sur sa lancée avec la sortie de Rebelstar Raiders la même année. En se focalisant sur la gestion d’une escouade, dans ce qui est généralement décrit comme un jeu de tactique au tour par tour, celui-ci propose une approche inédite du genre, mais le jeu est dépourvu de mode solo. Julian développe ensuite Chaos, qui est publié en 1985, puis Rebelstar et c’est en tentant de faire publier ce dernier qu’il comprend l’importance d’inclure un mode solo, et donc une intelligence artificielle, à ses jeux.
Les débuts du genre se révèle donc riches en innovations et si les titres majeurs du genre n’ont pas encore fait leur apparition, ces premières années posent déjà les bases de la plupart des sous-genres du jeu de stratégie au tour par tour. Les années suivantes, le genre continue de se développer. Koei publie ainsi une suite à Nobunaga’s Ambition ainsi que trois autres jeux de stratégie au tour par tour : Genghis Khan (1987), Bandit Kings of Ancient China (1988) et L'Empereur (1989). De son côté, Julian publie une suite de Rebelstar et un nouveau titre, Laser Squad, qui inspirera plus tard un des jeux de stratégie au tour par tour les plus populaires. Après ses débuts dans le domaine du jeu de rôle avec Might and Magic, New World Computing publie en 1989 son premier jeu de stratégie au tour par tour, Nuclear War. Celui-ci caricature la guerre froide et le potentiel de destruction des engins nucléaires et propose un gameplay inédit consistant uniquement à lancer plus de missiles que ses ennemis. Le studio publie ensuite King’s Bounty, un des premiers jeux 4X, qui propose deux phases de jeu distinctes : une carte du monde, ou le joueur déplace son héros, et un plateau divisé en cases ou se déroulent les combats. Ce système inédit formera plus tard la base du système de jeu de Heroes of Might and Magic.

### Démocratisation
Au début des années 1990, les jeux de stratégie au tour par tour sur PC commence à gagner en popularité au détriment de ceux sur consoles, ces dernières se révélant techniquement trop limité pour le genre. Cette limitation est notamment démontrée en 1991 avec la sortie de deux titres clés du genre. Le premier, Battle Isle, se déroule sur une grille hexagonale et met l’accent sur le positionnement et les spécificités des unités qui ont chacune des forces et des faiblesses. Sa relative simplicité en fait un succès qui inspirera plus tard Nintendo pour la création de Advance Wars, publié en 2001 sur Game Boy Advance. Avec Battle Isle, Blue Byte Software capitalise notamment sur la popularité du genre en Allemagne, en développant dès le départ le jeu en allemand, mais aussi sur la puissance supérieure des PC, par rapport aux consoles, qui permet à l’ordinateur de gérer un plus grand nombre d’unités sans que son tour ne dure plusieurs minutes. Le deuxième est Civilization de Sid Meier dont le succès va révolutionner le genre en popularisant les jeux 4X et en stimulant le marché des jeux de stratégie au tour par tour. Les années suivantes voient ainsi apparaitre de nouveaux jeux 4X comme Master of Orion (1993) ou Master of Magic (1994) mais aussi le jeu de tactique au tour par tour Jagged Alliance. Avec ce dernier, les jeux de gestions d’escouades gagnent en profondeur grâce à l’ajout d’équipement et de matériel ayant un impact visible sur le gameplay. Chaque tir est ainsi mis en lumière par un pourcentage et il devient possible deviser la tête, les bras ou le torse. En parallèle, la série Shining Force fait son apparition sur Mega Drive en 1992 et pose les bases d’un rapprochement avec les jeux de rôles qui aboutira à un mélange des deux genres, le tactical RPG. En 1994, Julian Gollop revient avec un nouveau chef-d’œuvre du genre, UFO: Enemy Unknown, plus connu aux États-Unis sous le titre X-COM : UFO Defense. Celui-ci s’inspire du précédent jeu de Julian, Laser Squad en y ajoutant une nouvelle dimension stratégique en combinant la gestion des ressources avec des combats tactiques. À partir de là, le genre se stabilise. Toutes les franchises clés du genre sont en effet en place et pendant plusieurs années, la plupart des nouveaux jeux de stratégie au tour par tour sont des suites ou des extensions. Les séries Civilization et Heroes of Might and Magic restent populaires mais, malgré la surabondance de jeux de stratégie au tour par tour publié au début des années 1990, très peu parviennent à obtenir les faveurs du grand public.

### Dernier sursaut et déclin
La situation change cependant avec la sortie de Advance Wars en 2001 sur Game Boy Advance qui connait un important succès critique et commercial grâce à un gameplay proche de celui de Battle Isle. Il s’en différencie cependant grâce à ses graphismes et à son côté humoristiques qui dénotent des jeux traditionnels du genre. En 2001 est également publié Civilization III qui, avec l’ajout de la notion de culture, gagne en profondeur par rapport à ses prédécesseurs. Si celui-ci n’est pas le dernier jeu de la série, il représente un pic de popularité pour le genre. Après 2001, les jeux de stratégie au tour par tour deviennent en effet de moins en moins populaires du fait du développement des jeux de stratégie en temps réel et de la 3D, qui s’accompagne d’une place plus importante donnée à l’action. Les nouveaux opus des séries ayant fait le succès du genre continue cependant d’intéresser les joueurs, que ce soit avec Age of Wonders III, le remake XCOM: Enemy Unknown ou de nouveaux opus réguliers de Civilization. Le genre connait aujourd’hui une forme de renaissance grâce notamment à la popularité de Steam et du jeu vidéo sur ordinateur.

## Jeux clés
- 1983 : Nobunaga's Ambition (NES) : Le jeu développé par Koei a donné naissance à une franchise d’une incroyable longévité. Il est un des premiers jeux de stratégie au tour par tour à utiliser des cases hexagonales. Son attention portée à la gestion des taxes et des fiefs a également donné naissance au jeu de grande stratégie. Sa popularité est en revanche restreinte en dehors du Japon.
- 1991 : Civilization (DOS) : Le jeu 4X de Sid Meier est peut-être le plus connu des jeux de stratégie au tour par tour notamment grâce à son concept original qui consiste à faire évoluer une nation de sa naissance à l’époque moderne. Les nombreuses décisions à prendre à chaque tour et ses cartes aléatoires lui confère une durée de vie « sans fin ».
- 1993 : UFO: Enemy Unknown (DOS) : Les jeux de Julian Gollop ont eu un impact considérable sur le genre mais celui-ci est sans doute le plus marquant grâce à sa combinaison de gestion stratégique des ressources et de combats tactiques.
- 1995 : Heroes of Might and Magic (DOS) : Bien que n’étant pas aussi populaire que Civilization,  Heroes of Might and Magic propose une approche unique au jeu 4X grâce à son univers médiéval-fantastique et à ses combats tactiques. Il a également inspiré plus de clones que Civilization grâce à l’attractivité de son mode multijoueur, mais aucun n’est parvenu à l’égaler.
- 2001 : Advance Wars (GBA) : Advance Wars est un des rares jeux de stratégie au tour par tour à être parvenu à attirer l’attention du grand public. Lorsqu’il sort en 2001, son gameplay n’est pas vraiment original mais il est plus accessible et plus attractif que n’importe quel autre jeu du genre, tout en ayant l’avantage d’être disponible sur console portable[1].

## Entreprises clés
- Blue Byte Software : Battle Isle
- Firaxis : Civilization III
- Microprose : Civilization
- Mythos Games : Série X-COM
- New World Computing : Série Heroes of Might and Magic
- Paradox Interactive : Crusader Kings
- Koei : Nobunaga's Ambition[1]

## Genres proches
- Jeu 4X : Un jeu de stratégie dont le gameplay est fondé sur quatre principes : exploration, expansion, exploitation et extermination.
- Jeu de tactique au tour par tour : Plus tard classé comme un sous genre du jeu de rôle, le tactical RPG, le jeu de stratégie tactique se focalise sur le positionnement d’unités individuelles.
- Jeu d'artillerie : Popularisé par la série Worms, il nécessite de planifier la trajectoire des tirs et la position des unités afin d’éliminer les adversaires tout en survivant jusqu’au prochain tour.
- Jeu de grande stratégie : Se focalise sur la stratégie à grande échelle, le joueur devant gérer ses ressources et les mouvements de ses armées dans des conflits englobant plusieurs pays[1].